# آنا دیمنا
آنا دیمنا (لهستانی: Anna Dymna؛ ‏ ارمنی: Աննա Դիմնա؛ ۲۰ ژوئیه ۱۹۵۱) بازیگر تئاتر و سینما ارمنی‌تبار اهل لهستان است.

## فعالیت‌ها
همچنین در فیلم‌های سینمایی و تلویزیونی نیز بازی کرده‌است. آنا دیمنا بیشتر به خاطر بازی در فیلم مشهور لهستانی به نام "شهر گنج" در سال ۱۹۸۶ شناخته شد. در این فیلم، آنا دیمنا نقش یک مادر را بازی کرد که به دنبال پسر گمشده اش است. برای بازی در این فیلم، جایزه بهترین بازیگر زن در جشنواره فیلم گدانگ در سال ۱۹۸۷ را به دست آورد. آنا دیمنا همچنین برای فعالیت‌های خیریه‌اش در لهستان شناخته شده‌است. او برای کمک به افراد نیازمند و کودکان معلول در لهستان، بنیادی به نام "Mimo Wszystko" تأسیس کرده‌است که هنوز هم فعالیت دارد.

## گزیده نقش‌آفرینی‌ها
- مادام کاملیا
- جادوگر (مجموعه تلویزیونی)
- جادوگر (فیلم)
- سیل
- افسانه‌ای باستانی: آن هنگام که خورشید ایزد بود
- مرشد و مارگاریتا
- مقدرشده برای بلوز
- دوست بدار یا رها کن
- چقدر دور، چقدر نزدیک
- یانوشیک
- شور
- سنگ
- مرگ همچون یک تکه نان
- خبرچینان
- مفقودشدگان
- پزشک قلابی